# 133552 Іттінг-Енк
133552 Іттінг-Енк (133552 Itting-Enke) — астероїд головного поясу, відкритий 16 жовтня 2003 року.
Тіссеранів параметр щодо Юпітера — 3,119.